# Durisol

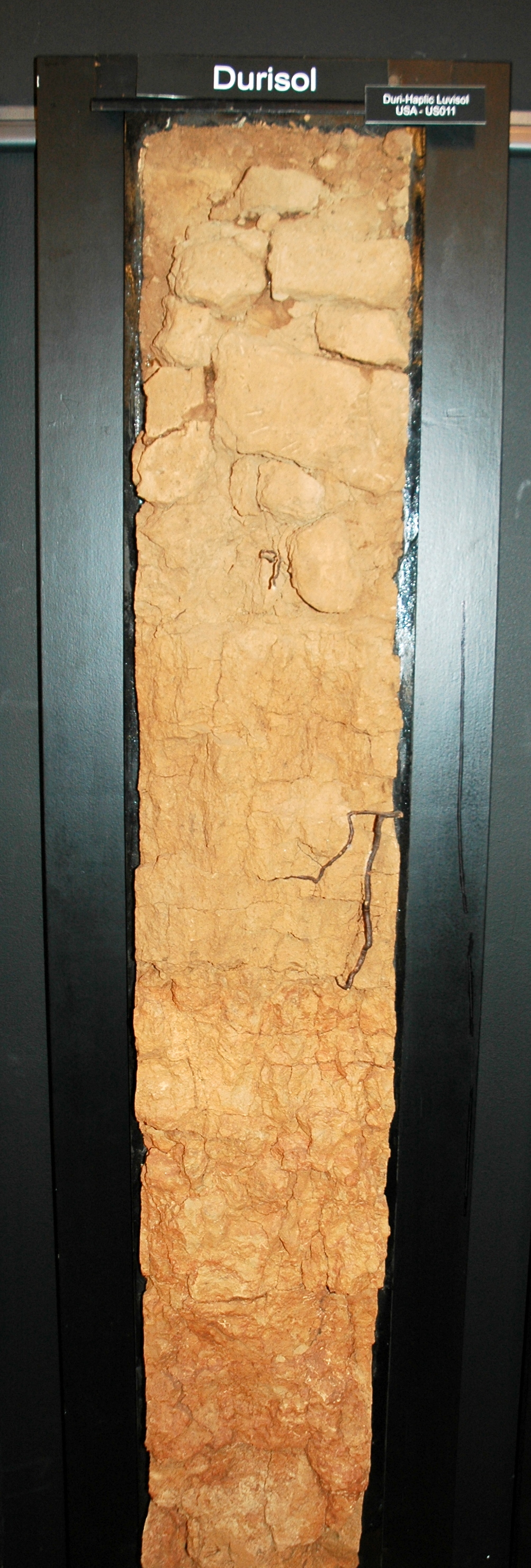
Durisol (Verenigde Staten)

Een Durisol (in de World Reference Base for Soil Resources) is een zeer dunne tot matig diepe, goed gedraineerde bodem in aride- en semi-aride gebieden, met gecementeerd secundair SiO2 in de bovenste meter van de bodem. Durisols staan bekend als bodems met een "hardpan".
Durisols zijn voornamelijk ontwikkeld in alluviale en colluviale afzettingen van alle textuur klassen. Ze worden gevonden op vlakke en licht-hellende alluviale vlaktes, terrassen en oude plateaus in aride, semi-aride and Mediterrane gebieden. De bodems hebben een AC of ABC profiel. Geërodeerde Durisolen met een aan het oppervlak komende harde horizont (een petroduric horizont)zijn veelvoorkomend op licht hellend terrein.
De meeste Durisols worden uitsluitende gebruikt voor extensive veeteelt. Landbouw is beperkt tot gebieden waar irrigatie water beschikbaar is, en een eventuele harde petroduric horizont gebroken is.
Grote gebieden met Durisols komen voor in Australië, in Zuid-Afrika, Namibië en in de Verenigde Staten (met name in Nevada, Californië en Arizona). Daarnaast komen kleinere gebieden voor in Centraal-Amerika, Zuid-Amerika en Koeweit.

## Literatuur

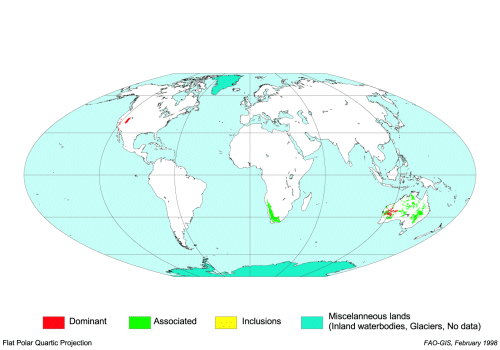
Voorkomen van Durisols